# Алгебра Вирасоро
Алгебра Вирасоро (названная в честь физика Мигеля Вирасоро) — это комплексная алгебра Ли, являющаяся единственным с точностью до изоморфизма центральным расширением алгебры Витта. Она широко используется в двумерной конформной теория поля и в теории струн.

## Определение
Алгебра Вирасоро — алгебра Ли, базис которой состоит из элементов Ln, n ∈ ℤ, и элемента С, который называют центральным. Эти элементы удовлетворяют соотношениям
{\displaystyle [C,L_{n}]=0,}
{\displaystyle [L_{m},L_{n}]=(m-n)L_{m+n}+{\frac {m^{3}-m}{12}}\delta _{m+n,0}\,C,}
где {\displaystyle \delta _{m+n,0}} — символ Кронекера, равный 1 при {\displaystyle m+n=0} и 0 в противном случае.
Другими словами, генератор C является центральным, значение C в представлениях называется центральным зарядом. Коэффициент {\displaystyle 1/12} в соотношении является просто выбором нормировки C.